# فرانكي أوفييدو
فرانكي أوفييدو أوفييدو (بالإسبانية: Franky Oviedo)‏ (مواليد 21 سبتمبر 1973 في كالي) لاعب كرة قدم كولومبي دولي معتزل كان يجيد اللعب في خط الوسط .

## ألقاب
| الموسم                               | النادي         | اللقب                       |
| ------------------------------------ | -------------- | --------------------------- |
| الدوري الكولومبي لكرة القدم 1996-97 ‏ | أمريكا دي كالي | الدوري الكولومبي لكرة القدم |
| 2002                                 | نادي أمريكا    | الدوري المكسيكي الممتاز     |
| 2007                                 | نادي نيكاكسا   | InterLiga                   |
| 2008 ‏                                | Boyacá Chico   | الدوري الكولومبي لكرة القدم |

## روابط خارجية
- فرانكي أوفييدو على موقع قاعدة بيانات كرة القدم.إي يو (الإنجليزية)
- فرانكي أوفييدو على موقع ناشيونال فوتبول تيمز (الإنجليزية)